# Parcul Național Zhangjiajie
Parcul Național Forestier Zhangjiajie din Hunan (chineză: 湖南张家界国家森林公园, pronunțat „Jang'gia'gie”, transcris în sistemul pinyin: Hunan Zhangjiajie Guojia Senlin Gongyuan), este o rezervație naturală forestieră situată în vecinătatea orașului Zhangjiajie, în nordul provinciei Hunan din Republica Populară Chineză. Este una dintre rezervațiile din zona peisajeră Wulingyuan.
Parcul Național Forestier Zhangjiajie a fost înființat în 1982 și are o suprafață de 11.900 hectare, fiind parte a zonei peisajere Wulingyuan cu o suprafață de 397.5 km, recunoscută în 1992 ca Patrimoniu mondial al omenirii de către UNESCO.

## Topografie
Caracteristicile geografice cele mai notabile ale parcului sunt formațiunile columnare, care pot fi văzute în raza rezervației, fiind rezultatul a sute de mii de ani de eroziune. Eroziunea care a produs relieful columnar rezultă în parte din topirea ghețurilor în perioada post-glaciară.
Clima cu precipitații abundente permite creșterea unei vegetații stufoase și a unei păduri spectaculoase, iar abruptele coloane de gresie din particule de cuarț, sunt adesea învăluite de cețuri și nori, constituind un peisaj distinctiv foarte cunoscut din China, și fiind reprezentate în multe stampe și fresce tradiționale.
Una dintre coloane culminează la nu mai puțin de 1.080 de metri și era tradițional denumită „Stâlpul ceresc de miazăzi”, dar a fost redenumită oficial „Muntele Aleluia din Avatar” (阿凡达-哈利路亚山, pinyin : Āfándá hālìlùyà shan) în onoarea filmului „Avatar” difuzat în ianuarie 2010. Potrivit oficialilor rezervației, fotografiile din Zhangjiajie sunt cele care au inspirat Munții zburători „Aleluia” din film. Directorul de producție și regizorii filmului au declarat că s-au inspirat pentru rocile zburătoare din munți din întreaga lume, inclusiv cei din provincia Hunan.